# Kopstukken
Kopstukken est un village qui fait partie de la commune de Stadskanaal, situé dans la province néerlandaise de Groningue. En 2009, le village comptait environ 150 habitants.